# Lombank Trophy 1961
Lombank Trophy 1961 je bila neprvenstvena dirka Formule 1 v sezoni 1961. Odvijala se je 26. marca 1961 na dirkališču Snetterton Motor Racing Circuit.

## Dirka
Modro obarvani dirkači so dirkali v Interkontinentanli Formuli.
| Poz | Št | Dirkač              | Moštvo                    | Konstruktor        | Krogi | Čas/Odstop              | Št. m. |
| --- | -- | ------------------- | ------------------------- | ------------------ | ----- | ----------------------- | ------ |
| 1   | 1  | Jack Brabham        | Tommy Atkins              | Cooper-Climax      | 37    | 59:31,6                 | 2      |
| 2   | 4  | Cliff Allison       | UDT-Laystall Racing Team  | Lotus-Climax       | 37    | + 1:21,6                | 3      |
| 3   | 3  | John Surtees        | Yeoman Credit Racing Team | Cooper-Climax      | 36    | +1 krog                 | 4      |
| 4   | 5  | Henry Taylor        | UDT-Laystall Racing Team  | Lotus-Climax       | 36    | +1 krog                 | 7      |
| 5   | 2  | Roy Salvadori       | Yeoman Credit Racing Team | Cooper-Climax      | 35    | +2 kroga                | 5      |
| 6   | 7  | Jim Clark           | Team Lotus                | Lotus-Climax       | 35    | +2 kroga                | 6      |
| 7   | 19 | Tim Parnell         | Tim Parnell               | Lotus-Climax       | 34    | +3 krogi                | 11     |
| 8   | 16 | Shane Summers       | Terry Bartram             | Cooper-Climax      | 32    | +5 krogov               | 10     |
| Ods | 18 | George Morgan       | Tommy Atkins              | Cooper-Climax      | 24    | Motor                   | 9      |
| Ods | 6  | Innes Ireland       | Team Lotus                | Lotus-Climax       | 15    | Menjalnik               | 1      |
| Ods | 9  | Brian Naylor        | JBW Cars                  | JBW-Maserati       | 15    | Motor                   | 8      |
| Ods | 10 | Bernard Collomb     | Bernard Collomb           | Cooper-Climax      | 11    | Motor                   | 13     |
| Ods | 14 | Graham Eden         | Graham Eden               | Cooper-Climax      | 7     | Trčenje                 | 14     |
| Ods | 15 | John Langton        | Ronald Wrenn              | Hume Cooper-Climax | 6     | Motor                   | 12     |
| WD  | 8  | Jack Fairman        | Tommy Atkins              | Cooper-Climax      |       | Nepripravljen dirkalnik | -      |
| WD  | 11 | Geoff Richardson    | Geoff Richardson          | Cooper-Connaught   |       | Nepripravljen dirkalnik | -      |
| WD  | 12 | John Campbell-Jones | John Campbell-Jones       | Cooper-Climax      |       |                         | -      |
| WD  | 17 | Keith Greene        | Gilby Engineering         | Gilby-Climax       |       | Nepripravljen dirkalnik | -      |
| WD  | 20 | Gerry Ashmore       | Gerry Ashmore             | Lotus-Climax       |       | Brez dirkalnika         | -      |